# Langue française au Maroc

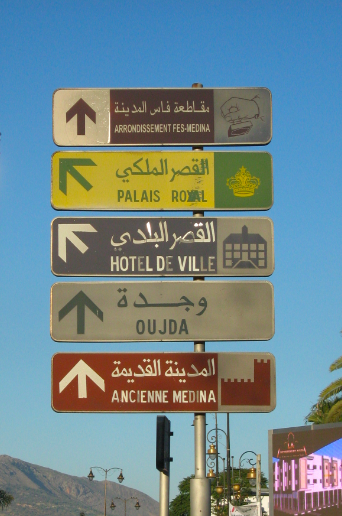
La langue française et la langue arabe coexistent dans l'administration marocaine et le monde des affaires.

Le français est la première langue étrangère au Maroc,et l'une des deux langues administratives du royaume. Il est souvent utilisé pour le commerce, la diplomatie ainsi qu'au sein du gouvernement en tant que langue véhiculaire,. Son enseignement est obligatoire dans le système scolaire.
Le linguiste Moha Ennaji écrit dans Language Contact and Language Conflict in Arabic (traduction: «Contact linguistique et conflit linguistique en arabe») que « pour tous les besoins pratiques, le français est la seconde langue utilisée ».
Il existe différentes statistiques concernant le nombre de francophones au Maroc:
- selon l'OIF, 31% des Marocains de 10 ans et plus savent lire et écrire le français[6] ;
- selon le recensement de 2004, 39% des Marocains de 10 ans et plus savent parler et écrire le français représentant 69% des personnes alphabétisées[7].

## Histoire
Le français a commencé à être enseigné, mais de manière très marginale, durant la deuxième moitié du XIXe siècle.
En 1912 les autorités coloniales au Maroc introduisent la langue française dans le pays, elle devient alors la langue de l'administration gouvernementale, de l'éducation et des médias. Par conséquent l'arabe classique est seulement utilisé pour les activités traditionnelles et les services religieux. Le gouvernement français avait prévu d'associer le terme « Civilisation et progrès » à la culture et à la langue française. En 1935, 2 % d’enfants marocains scolarisables fréquentent l’école française.
En 1955 le Maroc déclare son indépendance, et le gouvernement déclare l'arabe classique comme étant la langue officielle. Au début des années 1960 le gouvernement marocain commence un processus d'arabisation. Après l'indépendance, pour faciliter la croissance économique et pour augmenter ses liens avec l'Europe, le gouvernement marocain décide de renforcer ses liens avec la France par la promotion de la langue française.
En 2005 le Maroc amorce une libéralisation économique et des privatisations. Selon Moha Ennaji, ses activités dans des secteurs variés a renforcé sa maîtrise de la langue française. Aujourd'hui, le français est la deuxième langue du pays dans le domaine des affaires et est enseigné à partir de la troisième année du primaire pour un volume horaire de huit heures par semaine. Des réformes introduites par la Charte nationale de l'éducation à l'enseignement primaire prévoient dès la deuxième année du primaire une initiation de 90 minutes à la langue française.

## Rôle
Le français est une langue de travail et administrative de facto, utilisée dans le domaine bancaire, le commerce, l'éducation et l'industrie.
« …au Maroc… les lois décrets et arrêts sont promulgués en arabe et en français ; nullement mentionné dans la Constitution, ce dernier n'est qu'une langue officieuse, mais c'est celle dans laquelle les textes sont souvent rédigés en premier, tandis que la version arabe, qui émerge parfois comme simple traduction, constitue cependant le texte faisant juridiquement foi. »
Moha Ennaji écrit dans Language Contact and Language Conflict in Arabic :

« Au Maroc, le français est le véhicule de la science, de la technologie et de la culture moderne. [...] la langue a été maintenue à des fins instrumentales et pour nouer des contacts avec l'Occident en général. »

Le français s'enracine dans divers aspects de la société marocaine, incluant l'éducation, le gouvernement, les médias et le secteur privé en raison de l'autorité coloniale française qui a adopté une politique visant à diffuser la langue française à travers le Maroc à l'époque coloniale. À partir de 2005, les échanges avec la France représentent plus de 75 % des échanges internationaux du Maroc. Moha Ennaji écrit dans Multiculturalism, Cultural Identity, and Education in Morocco (traduction: Multilinguisme, identité culturelle et éducation au Maroc) :

« Dans ce contexte, tout le monde peut comprendre l'importance du statut de la langue française, dont les connotations coloniales ont été effacées ou tout du moins drastiquement réduite par l'indépendance. »

Les Marocains apprennent la langue française à l'école. Les diplômés du secondaire ont tendance à mieux maîtriser le français, et de nombreux Marocains parlent couramment le français, en plus de l'arabe marocain et utilisent le français comme langue secondaire. La plupart des Marocains qui sont bilingues en français et en arabe vivent dans les zones urbaines où ils ont un fort contact avec la langue française et où le taux d'alphabétisation est élevé. De nombreux Marocains apprennent le français pour faire du commerce avec les touristes français, avoir accès à l'information, la science et la technologie.
Il exprime notamment dans Multilingualism, Cultural Identity, and Education in Morocco :

« Les Marocains apprennent le français pour des raisons d'éducation, pragmatique et socioculturelle. Le degré de maîtrise du français dépend du niveau de bilingualité de l'éducation et du milieu socio-économique, plus le niveau d'éducation et d'hygiène de la famille est élevé, plus la langue française est pratiquée comme une alternative à l'arabe marocain par les bilingues. Ces facteurs déterminent l’habileté des bilingues à choisir tel ou tel langage selon les situations. »

Abdelâli Bentahila, l'auteur du livre de 1983, Language Attitudes among Arabic–French Bilinguals in Morocco (en) (traduction: Attitudes linguistiques chez les bilingues arabo-français au Maroc), écrit que :

« Les Marocains qui sont bilingues en arabe et en français parlent le plus souvent français pour discuter de sujets concernant la lecture. Au contraire lorsqu'ils sont à la pharmacie, ils discutent avec un docteur ou un employé dans leur langue maternelle de sujets scientifiques ou techniques. »

 Au Maroc, le français a une connotation de formalité ; selon Moha Ennaji, les Marocains utilisent plutôt le français quand ils discutent d'affaires concernant leur travail ou l'école, le français est donc fréquemment utilisé dans les bureaux et les écoles. Si l'interlocuteur a reçu une éducation française, les Marocains parlent souvent en français ou en utilisant un mixte de l'arabe marocain et du français. Le français a un statut prestigieux dans la société marocaine, de nombreux bilingues marocains mélangent le français et l'arabe marocain dans les conversations ou utilisent des mots français dans des discussions informelles en arabe marocain. Selon Moha Ennaji, pour écrire, les Marocains bilingues utilisent uniquement le français et ont de plus en plus tendance à l'utiliser également pour des discussions scientifiques ou techniques.
Moha Ennaji écrit dans Language Contact and Language Conflict in Arabic :

« La prédominance du français implique que les chances de renforcer la place de l'arabe classique sont réduites. »

En 2013, la France reste le premier partenaire commercial du Maroc, juste devant l'Espagne,.

## Attitudes vis-à-vis du français
Malgré l'héritage du colonialisme, le français est encore très apprécié à la fois par l'élite dirigeante et par le grand public. L'arabe classique et l'arabe moderne sont constamment en conflit l'un avec l'autre, mais la plupart des Marocains croient que le bilinguisme de l'arabe et du français est le meilleur choix pour permettre au Maroc de se développer.
La plupart des Marocains savent que l'arabe marocain ne répond pas à leurs besoins sociétaux et que les langues européennes sont nécessaires pour le transfert des idées et des technologies, et pour la communication avec le monde dans son ensemble, même si les langues européennes sont celles des anciens colonisateurs.

## Le français dans les arts
Au sein de l'académie des arts, le français est la principale langue utilisée. Les discours de l'académie des arts ont été conduits en français depuis les années 1960. Les critiques d'illustrations et les journaux sur l'art ont été le plus souvent publiés en français alors que certaines couvertures de journal dans des galeries d'exposition étaient en arabe. Le français est également la langue principale des musées d'art au Maroc. Le musée des Oudayas, le musée d'art national, présente des histoires d'objets uniquement en français, bien que de nombreuses étiquettes d'objets soient en arabe et en français. Les Marocains pensaient que la plupart des visiteurs seraient francophones.
Katarzyna Pieprzak, auteur de Imagined Museums: Art and Modernity in Postcolinial Morocco (Musées imaginaires : art et modernité au Maroc postcolonial), pense que l'art visuel moderne ou académique est un langage enseigné dans les écoles d'art en Europe. Pieprzak conclut en disant que l'usage du français reflète un désir d'être entendu et de participer à une sphère et un marché international contrôlé par l'ouest et que le français continue de servir de langue véhiculaire qui unit les artistes marocains pas seulement à l'Europe mais également à l’Afrique francophone.

## Statistiques
| Rang | Langue                            | Nombre     | %     | % α   |
| ---- | --------------------------------- | ---------- | ----- | ----- |
| 1    | Arabe (total)                     | 13 474 901 | 56,9  | 99,7  |
| 2    | Français (total)                  | 9 336 564  | 39,4  | 69,1  |
| -    | Autres (total)                    | 2 236 139  | 9,4   | 16,5  |
| -    | Arabe seul                        | 4 106 328  | 17,3  | 30,4  |
| -    | Arabe et français seuls           | 7 174 525  | 30,3  | 53,1  |
| -    | Arabe, français et autres         | 2 162 039  | 9,1   | 16,0  |
| -    | Arabe et autres, sauf français    | 32 009     | 0,1   | 0,2   |
| -    | Aucune                            | 10 183 455 | 43,0  | -     |
| -    | Autres                            | 42 091     | 0,2   | 0,3   |
| -    | Total (population 10 ans et plus) | 23 700 447 | 100,0 | 100,0 |